# Hartmann von Heldrungen

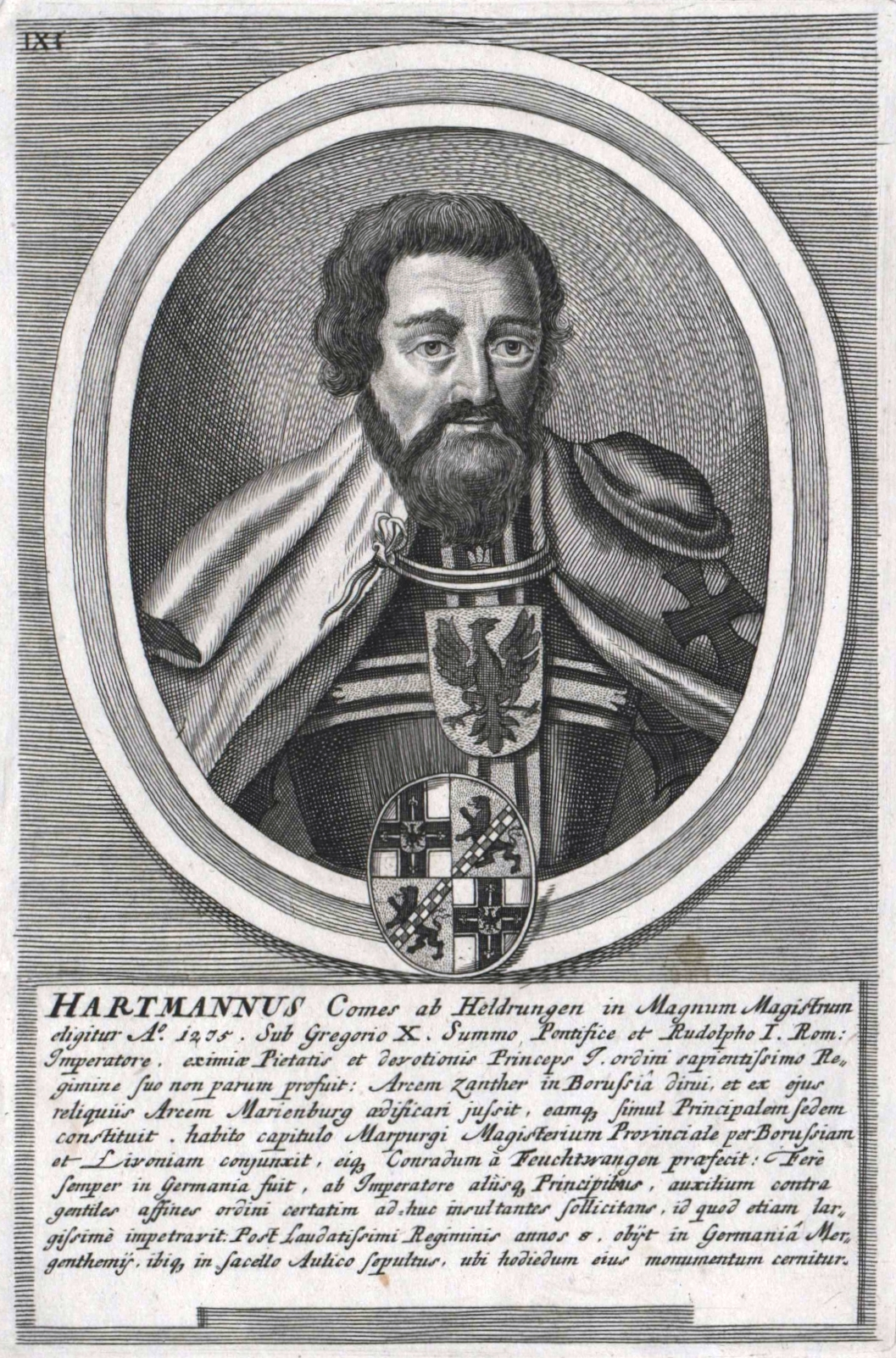
Hartmann von Heldrungen

Hochmeisterwappen Hartmanns von Heldrungen

Hartmann von Heldrungen (* um 1210; † 19. August 1282 in Akkon, Jerusalem) war Landkomtur von Sachsen und von 1272 bis 1282 der 11. Hochmeister des Deutschen Ordens.

## Leben
Hartmann, der Sohn des Hartmann von Heldrungen (1203–1225), war ein Ritter von Heldrungen und wie sein Vater Vasall des Landgrafen von Thüringen. Er trat dem Deutschen Orden am 18. November 1234 bei, zusammen mit dem Landgrafen und späteren Hochmeister Konrad von Thüringen (Schwager der 1235 heiliggesprochenen Elisabeth von Thüringen), dem späteren Landmeister und Deutschmeister Dietrich von Grüningen, sowie seinem Bruder Hermann von Heldrungen und sechs weiteren Rittern. Anlass war wohl die ihnen auferlegte Buße für die Totalzerstörung der Stadt Fritzlar und die Entweihung der dortigen Stiftskirche zwei Jahre zuvor.
Hartmann nahm an den Verhandlungen und Feierlichkeiten teil, als der Schwertbrüderorden 1237 in den Deutschen Orden eingegliedert wurde und verfasste darüber einen eigenen Bericht. 1238 wurde er Komtur der Deutschordensballei Sachsen. Er hatte das Vertrauen des Hochmeisters und stieg aus diesem Grund schnell innerhalb des Ordens auf. Zwischen 1261 und 1266 war er Großkomtur und der zweite Mann im Orden nach dem Hochmeister Anno von Sangerhausen.
Im Sommer 1273 wurde Hartmann zum Hochmeister gewählt. Seine Amtszeit zeichnete sich durch einen relativen Frieden für den Orden aus, und er unterstützte die weitere Kultivierung Preußens und Litauens. Er erreichte Gebietszugewinne im Reich und in Pommern.